# Naissance en 932
Naissance
- 928
- 929
- 930
- 931
- 932
- 933
- 934
- 935
- 936

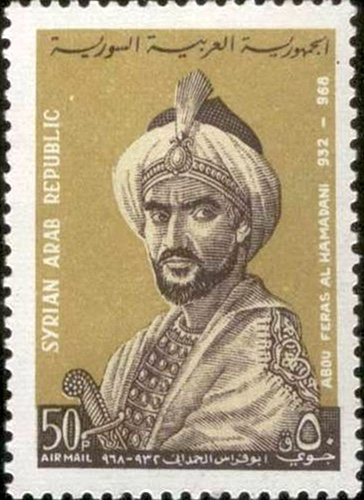
Abu Firas al Hamdani, né en 932.

Cette page dresse une liste de personnalités nées au cours de  l'année 932 :
- Abu Firas al Hamdani,  prince, célèbre poète et chevalier arabe.
- Miskawayh, homme d'État, philosophe, historien, savant et bibliothécaire iranien d'expression arabe.
- Al-Muizz li-Dîn Allah, quatrième calife fatimide, successeur d'Al-Mansur.
- At-Ta'i, calife abbasside de Bagdad.
- Bing Xing, commentateur de la dynastie des Song[1].

## Crédit d'auteurs
- Cet article est partiellement ou en totalité issu de l'article intitulé « 932 » (voir la liste des auteurs).